# Uvex
Pour les articles homonymes, voir UVEX.

Logo

UVEX est une entreprise allemande de fabrication d’équipements de protection professionnels et sportifs.
L’entreprise a été fondée en 1926 par Philipp M. Winter à Fürth, en Bavière, sous la raison sociale Optische-Industrie-Anstalt Philipp M. Winter. La marque UVEX est apparue en 1956 et combine "UV", le rayonnement ultraviolet, et "ex", préfixe latin indiquant le retrait, la privation, ici la filtration, le premier produit de l‘entreprise ayant été des lunettes protectrices filtrant les UV. 
Son domaine d'activité actuel s’étend des équipements de protection au travail industriel (EPI) aux équipements protecteurs sportifs (casques de vélo, de ski, d’équitation, lunettes etc.).